# Il compratore di anime morte
Il compratore di anime morte è un romanzo dello scrittore italiano Stefano D'Arrigo, pubblicato postumo nel 2024 da Rizzoli.

## Storia editoriale
Il romanzo è stato ritrovato nell'Archivio Contemporaneo "Alessandro Bonsanti" del Gabinetto Viesseux di Firenze "fra i materiali donati dalla moglie dello scrittore, Jutta Bruto D'Arrigo, nel 2007" da Walter Pedullà. Si tratta di una riduzione dell'opera Le anime morte di Nikolaj Gogol', che probabilmente doveva essere proposta come sceneggiatura. Non si conosce la data della stesura del testo.

## Trama
Nella Napoli del 1859, vive Cirillo Docore, un trentenne orfano dell'Annunziata che non è mai stato adottato e che lavora come scrivano per la Real Beneficenza. Dopo che si è sparsa la voce che egli sogna i numeri vincenti del Lotto, viene adottato dal Principe di Margellina, un nobile ridotto ormai sul lastrico per il gioco. Ma il giovane scopre un vizio di forma per il quale le "anime", cioè i contadini al servizio degli aristocratici, vengono vendute insieme ai possedimenti terrieri dalle famiglie nobili in rovina alla Corona borbonica anche qualora risultino morte (ciò per il fatto che il censimento non viene effettuato annualmente). Decide quindi di imbarcarsi per la Sicilia per procurarsene il più possibile, in modo da arricchirsi facilmente. Giunto a Palermo, fa in modo di ingraziarsi la nobiltà siciliana per farsi cedere proprio tali anime. Viaggia per l'isola vivendo una serie di avventure che lo porteranno a conoscere la famiglia di Rosalia Traina, contadina che, come "anima" e quindi anche giuridicamente, gli viene ceduta proprio perché creduta dispersa. Imprigionato alla Vicaria per il suo commercio di anime, proprio durante i moti popolari che seguono lo sbarco a Marsala di Garibaldi e dei suoi Mille, comprenderà l'importanza della sua nuova famiglia (Rosalia e i suoi parenti) e sceglierà di rimanere in Sicilia, abbandonando le idee di facile arricchimento e schierandosi al fianco degli insorti.